# Bor, mámor, szerelem
A Bor, mámor, szerelem (szlovák címe Búrlivé víno) szlovák gyártású, naponta sugárzott televíziós sorozat volt, Szlovákiában 2013-tól 2017-ig sugározta a TV Markíza. A sorozatot 2013. január 1-jén mutatták be, és borász környezetben játszódott, ahonnan két, barátsággal összekötött, régi, titkok által elválasztott ellenséges borász család sorsát mutatta be. A sorozat a hagyományos, paraszti értékekre épült, és a romantikázás mellett erős drámai történeteket is kínált a mindennapi szlovák valóság hátterében.
Magyarországon a Story4, majd a Duna TV mutatta be.

## Forgatási helyszínei
Vištuk, Pezinok (kórház), Modra, Tomášov, Castel Mierovo (Dolinsky-ház).

## Fogadtatása
A Búrlivé víno 2013. január 1-jén indult, minden hétköznap 17:55-kor, és a növekvő nézettség miatt április 1-jén 20:30-ra került a főműsoridőbe (szerda kivételével minden hétköznap). 2016. március 1-től a sorozat csak kedden és csütörtökön indult, először 20:30-tól két egymást követő részben, majd egy részben 21:40-től. 2016. április 4. óta az egyre csökkenő nézettség miatt hétfőtől péntekig 17:50-kor ismét adásba kerül. A TV Markíza a sorozat 9. évadának holtszezonban, 2017 nyarán vetítésével próbálta újjáéleszteni, ahol minden hétköznap este 8:30-kor került adásba. Az alacsony nézettség miatt a sorozat visszakerült 21:40-re, ahol két egymást követő részben adták le. A Búrlivé víno című sorozat fináléja 2017. augusztus 31-én került adásba. A sorozatot ezt követően a Duna TV ismételte meg először 2018. január 2-tól 2019. május 30-ig délután, másodszor pedig 2021. április 12-től 2023. október 23-ig (először délután, később a délelőtti órákban). A sorozat harmadik ismétlése a Duna TV-n 2024. november 19-én kezdődött.

## Fordítás
Ez a szócikk részben vagy egészben  a   Búrlivé víno című szlovák Wikipédia-szócikk ezen változatának fordításán alapul.  Az eredeti cikk szerkesztőit annak laptörténete sorolja fel. Ez a jelzés csupán a megfogalmazás eredetét és a szerzői jogokat jelzi, nem szolgál a cikkben szereplő információk forrásmegjelöléseként.